# ابن شهاب بغدادی
ابراهیم بن محمد بغدادی با کُنیهٔ ابوطیّب، شهرت‌یافته به ابن شهاب بغدادی (؟ - ۹۶۱م) متکلم عراقی در سدهٔ چهارم هجری بود. مجالس الفقهاء و مناظراتهم (نشست‌های فقیهان و مناظرات آنان) را در ۴۰۰ برگ نوشت.